# Departamento de General Ocampo
Departamento de General Ocampo är en kommun i Argentina.   Den ligger i provinsen La Rioja, i den centrala delen av landet, 800 km nordväst om huvudstaden Buenos Aires.
Omgivningarna runt Departamento de General Ocampo är i huvudsak ett öppet busklandskap. Runt Departamento de General Ocampo är det mycket glesbefolkat, med 2 invånare per kvadratkilometer.